# Dolico

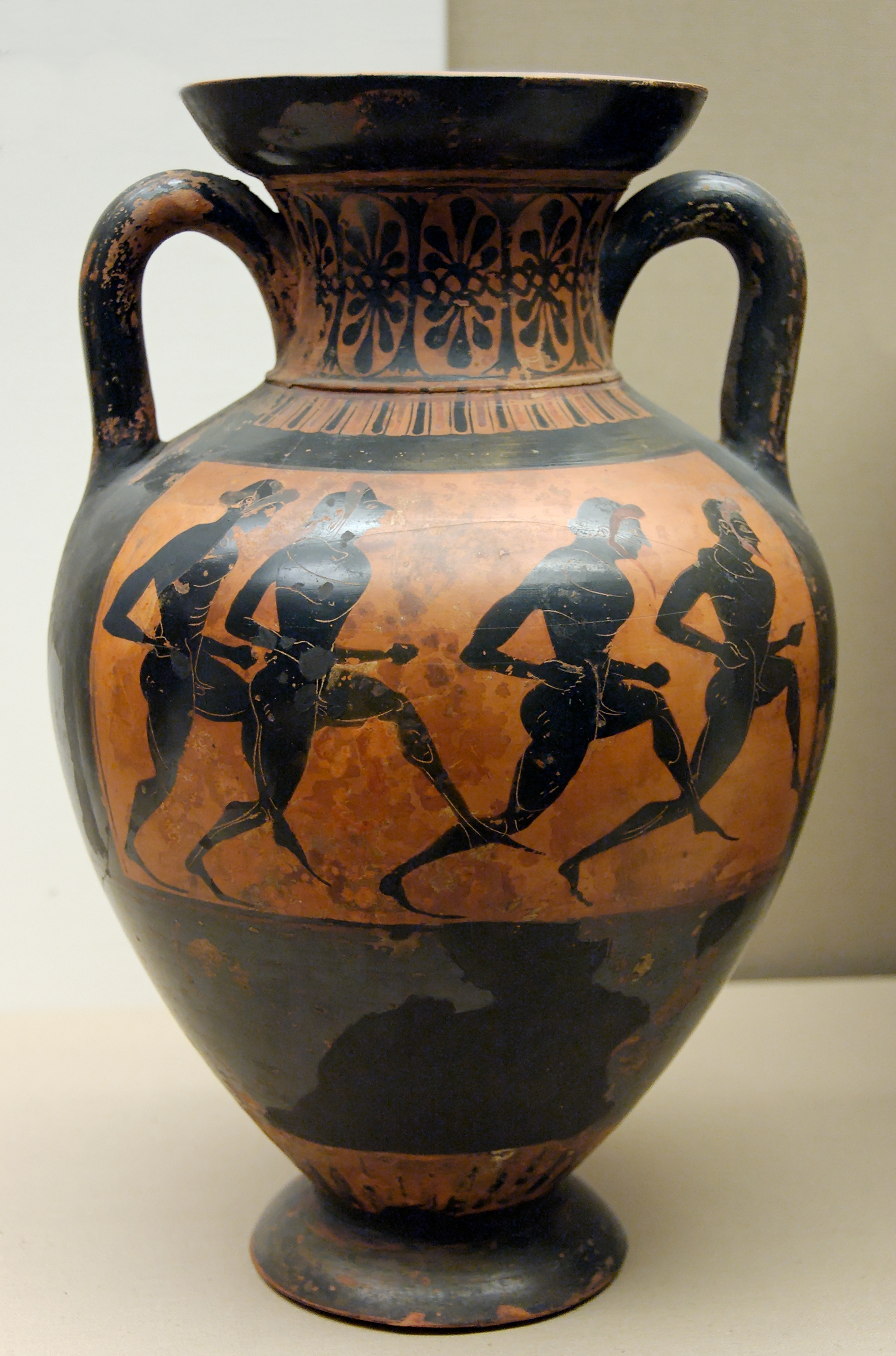
Gara di corsa, anfora panatenaica greca risalente al 530 a.C.

Il dolico (in greco antico: δόλιχος?, dólichos, "corsa lunga") era una gara di corsa di lunghezza variabile da 7, 12 o 24 volte lo stadio, introdotta nella quindicesima olimpiade dei giochi olimpici antichi, nel 720 a.C.
In seguito divenne una delle gare consuete dei Giochi panellenici.

## Descrizione
La lunghezza di ogni corsa variava in base alla lunghezza dello stadium, in quanto il piede greco variava da una località all'altra: lo stadio a Olimpia era di 192,37 metri, mentre a Delfi misurava 177,5. A Olimpia la distanza era di 24 stadi, corrispondenti a circa 4,8 chilometri. 
Il primo vincitore della gara fu Acanto di Sparta.